# Salix pseudopaludicola
Salix pseudopaludicola är en videväxtart som beskrevs av Arika Kimura. Salix pseudopaludicola ingår i släktet viden, och familjen videväxter. Inga underarter finns listade i Catalogue of Life.